# Calceolaria spathulata
Calceolaria spathulata là một loài thực vật có hoa trong họ Calceolariaceae. Loài này được Witasek mô tả khoa học đầu tiên năm 1906.